# ヴィクトリア・プリンシパル
ヴィッキー・リー・プリンシパル (Vicki Ree Principal (1950年1月3日-)は、のちにヴィクトリア・プリンシパル(Victoria Principal)として知られるアメリカ合衆国の女優、プロデューサー、起業家、作家。プライムタイムのソープオペラ『ダラス』にパメラ・バーンズ・ユーイング役で9年間出演し、1987年に降板した。その後、テレビ映画制作を中心とする自身の制作プロダクション「ヴィクトリア・プリンシパル・プロダクションズ」を創立した。1980年代半ば、ナチュラル・ビューティ・セラピーに関心を持ち始め、1989年、自身の名を冠したスキンケア製品「プリンシパル・シークレット」を発表した。
美、スキンケア、フィットネス、健康について記した書籍3冊『 The Body Principal』(1983年)、『The Beauty Principal』(1984年)、『The Diet Principal』(1987年)を出版し、ベストセラー作家となった。2000年代、4冊目の書籍『Living Principal』(2001年)を執筆した。またゴールデングローブ賞に2回ノミネートされた。

## 生い立ち
1950年、福岡県に駐留していたアメリカ空軍の軍曹の父ヴィクター・ロッコ・プリンシパルの長女として誕生し、生後3ヶ月まで日本で暮らしていた。父方の祖父母はイタリアからの移民で元々の姓は最後に「E」のつく「Principale」であった。母リー・プリンシパル(旧姓ヴィール)はジョージア州ゴードン出身であった。妹キムは作曲家ラッセル・フェザロフと結婚している。
父親が軍に所属していたため、一家は引越が多くロンドン、プエルトリコ、フロリダ州、マサチューセッツ州、ジョージア州などに転居した。のべ17校に通学し、イングランドではロイヤル・バレエ学校に在籍した。
5歳の時にテレビ・コマーシャルに出演するようになった。1968年、サウス・デイド・シニア・ハイスクール卒業後、医学を学ぶためマイアミ・デイド・コミュニティカレッジに進学した。1年度修了数ヶ月前、図書館から運転して帰宅途中に交通事故に遭い重症を負った。相手の運転手は飲酒運転で有罪となり服役した。回復に数ヶ月かかり、1学年を再び履修しなければならなくなった。大幅に方針転換し、女優を目指してニューヨークに転居し、その直後にヨーロッパに向かった。ロンドンにて王立演劇学校のジャン・スコット教授に個人的に師事し、1971年、ロサンゼルスに転居した。

## 経歴

### 初期
1970年、カリフォルニア州ロサンゼルスに転居した。ジョン・ヒューストン監督の『ロイ・ビーン』(1972年)でポール・ニューマンの相手役のメキシコ人マリー・エレナ役を獲得して映画デビューし、ゴールデングローブ賞新人賞にノミネートされた。プリンシパルの演技が良かったため、脚本家のジョン・ミリアスが出番を増やしたのである。この頃、ウォレン・コウワンは翌年の無償での代理人を申し出た。プリンシパルがアリゾナ州に向かった時は無名であったが、3ヶ月後にロサンゼルスに戻った時にはパパラッチに囲まれるようになった。その後、映画『The Naked Ape』(1973年)に出演し、1973年9月号の『プレイボーイ』誌に映画の宣伝のためヌードを披露した。しかし映画の興行収入は振るわなかった。

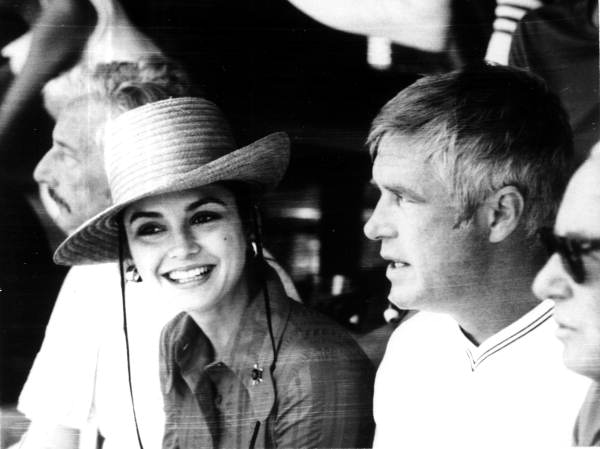
1970年頃、ジョージ・ペパードと共に

1974年、パニック映画『大地震』に出演した。腰に届くほどの長さの茶色の髪を切って黒く染めてアフロヘアーにし、3度目のオーディションでこの役を獲得した。プロデューサーは、プリンシパルが登場人物のローザに近づけようとリスクを承知でイメージチェンジしたことに感銘を受けたのである。以降『I Will, I Will ... for Now』、クリス・クリストファーソンと共演の『Vigilante Force』などマイナーな作品に出演し続けた。ブルート・プロダクションと3作の契約をした。

### 裏方、方針転換、女優業への復帰
1975年から1977年、女優業を離れ、ハリウッドの芸能事務所で勤務した。その後、法科学校に進学を目指し、将来の学費のためにテレビや映画の端役をこなしていくつもりであった。1977年、テレビ・プロデューサーのアーロン・スペリングの依頼によりABCのドラマ『Fantasy Island』パイロット版のゲスト出演で女優業を復活させ、1977年、NBCのテレビ映画『The Night They Took Miss Beautiful』に出演した。

### 『ダラス』
CBSの『ダラス』パイロット版のオーディションの脚本を入手した時には、進学を断念して女優業に専念する決心をしていた。2004年にテレビガイド・ネットワークで語ったところによると、友人から『ダラス』の脚本を入手して読み終えると自分の人生が変わったような気がしてキャスティング担当者に連絡した。1978年から1991年の13年間に及ぶロングランとなるプライムタイム・ソープオペラ『ダラス』のパメラ・バーンズ・ユーイング役に配役された。2018年、『ピープル』誌に語ったところによると、『ダラス』への出演が決まった時にはすでに作品と役柄に夢中になっていた。初めて脚本を読んだ時から特別な感情を持っており、絶対に役を獲得したいと思っており、パメラ役を逃すことは考えられなかった。2018年、『TVインサイダー』に語ったところによると、初めて脚本を読んだ時からヒットを予見し、パメラ役に配役されることを信じて他の作品の出演は断っていた。
CBSと制作会社ロリマー・プロダクションとの契約交渉を自身が行なった。契約時、プリンシパルの外部の業績から利益および承認の権利をCBSに与えるという条項を削除した。そのため『ダラス』出演者の中で唯一自由にコマーシャルや映画への出演、執筆活動ができ、自身の肖像権を守ることができた。
1980年、クリフハンガーのエピソード「Who shot J.R.?」のミステリーで世界的な現象を巻き起こした。当時、アメリカのテレビ史上最高の視聴率を獲得した。シーズン4のエピソード「Who Done It」はプライムタイムのテレビ番組で史上2番目の高視聴率となった。
1983年、『ダラス』のパメラ役で2度目のゴールデングローブ賞ノミネートとなった。テキサス訛りのためヴォイスレッスンを受けるなど、様々な役作りを行なった。
プリンシパル演じるパメラ・ユーイングはパトリック・ダフィ演じるボビー・ユーイングの妻であり、作品中最も主要な夫婦であった。ボビーは殺害されるが、パメラが見た夢として1年後復帰した。そのシーズンが夢物語となったことに、一部のファンには不評であった。これによりシーズン9はパメラの夢として「ドリーム・シーズン」と呼ばれるようになった。
2018年、『TVインサイダー』において1978年の撮影初日について語ったところによると、自分にとって全てが新しいものであったが、場所や人々に既視感を覚えた。相手役のダフィに安心感を覚え、自然に夫婦役を演じることができた。
2017年、ダフィが『ハフィントンポスト』に語ったところによると、『ロミオとジュリエット』のような夫婦である妻パメラを演じるプリンシパルとは相性が良く、ロングランに繋がったと考えられている。いずれの役も完璧な配役で、撮影に集中することができ、いつでも役に入ることができた。
『ダラス』には9年間出演し、プリンシパルは世界的に有名になった。1987年の降板まで2年間制作側と協議し、パメラにふさわしい去り方を模索した。1987年、『ニューヨーク・タイムズ』に語ったところによると、プリンシパルは自身とパメラを切り離しておくために努めて『ダラス』以外の活動も行なっていた。これ以上出演を続けた場合の影響について考えたのである。
2018年、『ピープル』に語ったところによると、シーズン7で再契約の時期を迎え、これまで数々の優秀な作家が契約内容に満足せず降板していったことに失望していることを率直に述べた。2018年、『エンタテイメント・ウィークリー』に語ったところによると、最初の5年間は満足していたが、その後重要な作家たちが降板していき、シーズン7の脚本の出来に不満を持ったことも降板の一考となった。再契約の際、制作陣に2年で降板する旨を伝えた。制作陣は留保を望んだがプリンシパルは断った。パメラは信念のために戦う勇気を持ち、パメラ役を演じることにより多くのことを学んだ。

### 1987年–現在
様々なテレビ映画に主演し、うち『Naked Lie』(1989年)、『Blind Witness』(1989年)、『,Sparks: The Price of Passion』(1990年)を含むいくつかは自身が所有するヴィクトリア・プリンシパル・プロダクションが制作したが、その後自身の健康増進に集中するため芸能活動から遠ざかった。
1994年、ヒット・シットコム『Home Improvement』にゲスト出演した。1990年代後半から2000年にかけて、『Just Shoot Me!』、『ファミリー・ガイ』、『プロビデンス』、『ザ・プラクティス ボストン弁護士ファイル』など数々のシットコムやプライムタイムのドラマにゲスト出演し、トレイシー・ウルマンのコメディ番組『Tracey Takes On...』にも出演した。
1998年、Benoît Delépine作および主演によるフランスのコメディ映画『Michael Kael vs. the World News Company』に出演した。共演者は他にマリーヌ・デルテルム、ミッキー・ルーニー、エリオット・グールド、ウィリアム・アザートン、Féodor Atkineなどであった。あらすじは1999年、マイアミを拠点とする巨大な国際報道機関WNCにおけるCNNのような報道機関とワシントンの工作員との共謀を阻止するジャーナリストの話で、レイラ・パーカー(プリンシパル)とジェイムス・デニット(アザートン)の両アンカーが憎み合っている。2人の上司クーガン(グールド)は2人がペアでこそ高視聴率が獲得できているのだと説得する。
2000年、アーロン・スペリング制作の短期間で終了したNBCの『Titans』でプライムタイムのソープオペラに復帰し、ジョン・バロウマン、ペリー・キング、ヤスミン・ブリースと共演した。13エピソード分を撮影したが、11エピソードのみが放送された。当初、スペリングが1981年に制作しヒットした『ダイナスティ』の2000年版という触れ込みであった。しかしNBCは低視聴率によりシーズン1終了前に打ち切った。
その後、スキンケア会社および慈善活動に注力するようになった。2018年、『ピープル』誌に語ったところによると、50歳までに人生を変えたかったとし、2001年以降ハリウッドを去った。多くの人々のためになるスキンケア会社で製品を開発することにより情熱を注ぎたいと考えるようになっていた。
2004年、オリジナルの共演者たちと共に、『ダラス』を特集したスペシャル番組『Dallas Reunion: The Return to Southfork』に出演した。

### 音楽
1981年8月、RSOレコードよりイギリスのシンガーソングライターのアンディ・ギブとのデュエットで、ブライアント夫妻が作曲したエヴァリー・ブラザースの『夢を見るだけ』のカバーをリリースした。9月12日、アメリカの『ビルボード』誌のチャートで第51位となった。ギブにとってチャート入りした最後の曲で、プリンシパルにとって唯一のシングル曲となった。

## 起業家として
スキンケア商品、書籍、テレビや映画のプロデューサーとして成功している。2012年、『ハフィントンポスト』に語ったところによると、自分のために働き、失敗の際には毅然と責任を取り、成功の際には歓喜する。

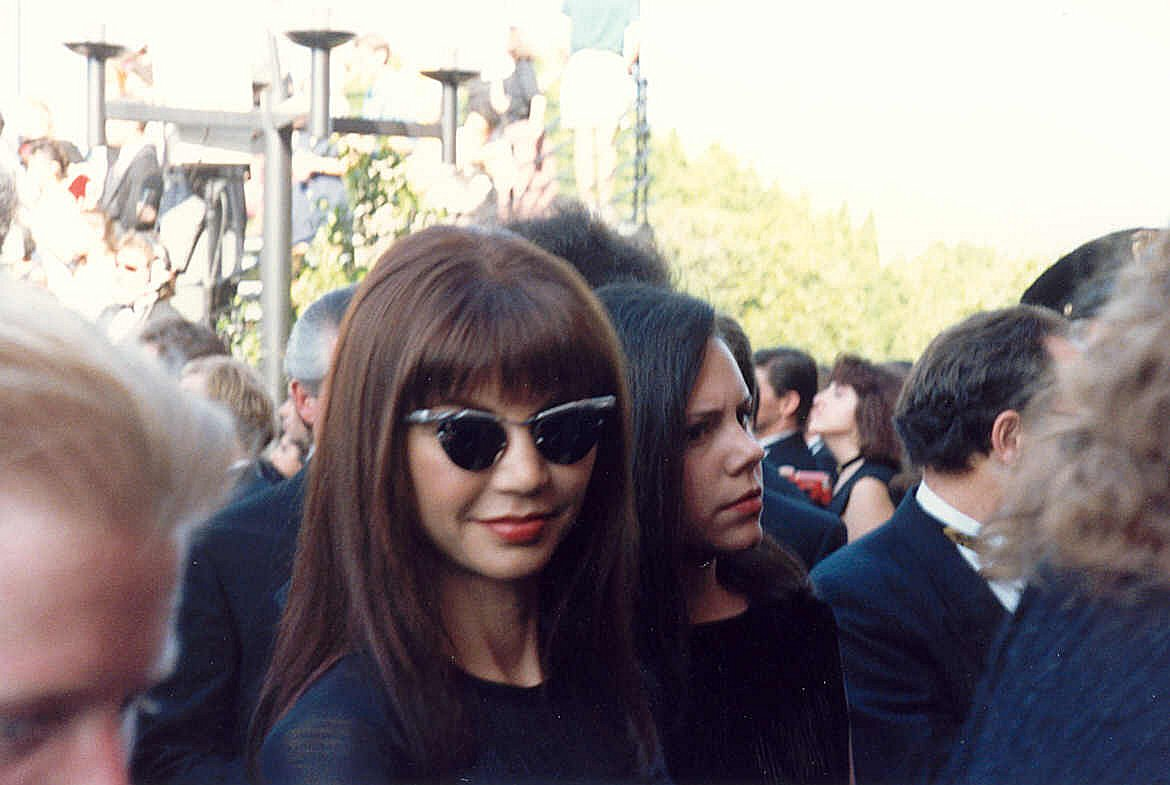
1993年、エミー賞受賞式

### ヴィクトリア・プリンシパル・プロダクション
1987年の『ダラス』降板後、主にテレビ映画を制作するヴィクトリア・プリンシパル・プロダクションを立ち上げた。様々なテレビ映画で主演し、うちいくつかを自身の会社で制作し、その後、自身の健康面に集中するため縮小した。『Naked Lie』(1989年)、『Blind Witness』(1989年)、『,Sparks: The Price of Passion』(1990年)などを制作および主演した。

### プリンシパル・シークレット・スキンケア
1980年代半ば、プリンシパルはナチュラル・ビューティ・セラピーに関心を持ち始め、1989年、自身の名を冠したスキンケア製品「プリンシパル・シークレット」を発表した。この25年でプリンシパルはスキンケア業界の重鎮となった。2000年、化粧品技術者会(SCC)の会員となった。SCCは化粧品科学の発展に貢献し、会議および出版物を通して科学情報の収集および普及に尽力している。2011年1月、キーズ&ハーツというジュエリー・ラインを立ち上げ、スキンケア製品と同じウェブサイトで見ることができる。
2013年8月、ダイレクトマーケティング会社のガシー・レンカーのCEOが『ウィメンズ・ウェア・デイリー』に語ったところによると、プリンシパル・シークレット・スキンケアはこれまで15億ドル以上を売り上げ、2007年までの収益より5億ドル以上増加した。2018年、『TVインサイダー』に語ったところによると、操業27年となるスキンケア会社プリンシパル・シークレットへの情熱を維持していた。『ダラス』が自分の多くの夢を実現するきっかけを与えてくれたのである。
2019年4月、ガシー・レンカーの買収により、プリンシパル・シークレットから退いた。自身が創設した慈善団体The Victoria Principal Foundation for Thoughtful Existenceに注力することを発表した。

## 書籍
1980年代、美、スキンケア、フィットネス、健康について記した書籍3冊『The Body Principal』(1983年)、『The Beauty Principal』(1984年)、『The Diet Principal』(1987年)を出版し、ベストセラー作家となった。2000年代、4冊目の書籍『Living Principal』(2001年)を執筆した。ニューヨーク・タイムズのベストセラーリストの一般ノンフィクション部門に12週留まり、『The Beauty Principal』は1984年1月1日に開始したアドバイス・ハウツー部門で初の第1位を獲得した。

## 受賞歴
1973年、『ロイ・ビーン』で新人女優賞、1983年、『ダラス』で主演女優賞として計2回ゴールデングローブ賞にノミネートされた。
1981年および1982年、ドイツにおいて映画、テレビ、音楽の演者に送られるブラボー・オットー賞を受賞した。
1993年、ウェスト・ロサンゼルス大学ロースクールから名誉学位を受けた。
1995年、全米女性経営者協会から年間エンターテイメント女性経営者賞を受けた。
1999年、ジェニー特別功労賞テレビ女優賞を最年少で受賞した。
2003年、カリフォルニア州パームスプリングスのウォーク・オブ・スターズに星を埋め込まれた。
2004年、ドレクセル大学ビジネス・スクールより名誉学位を受け、卒業式で送辞を行なった。
2010年10月2日、カリフォルニア州マリブのパシフィックコースト・ハイウェイ近くのレガシー・パークにて2004年の創立者の1人として開幕式で表彰された。
12年に亘り、関節炎財団の名誉会長および大使を務めた。

## 私生活
プリンシパルは2回結婚および離婚し、子はいない。1978年、『ダラス』に出演時、端役で出演した脚本家およびプロデューサーのクリストファー・スキナーと出会った。交際開始直後に結婚したが、2年後の1980年に離婚訴訟を行ない、1981年に離婚が成立した。
イギリスのシンガーソングライターのアンディ・ギブとの交際が注目された。1981年1月、『ジョン・デヴィッドソン・ショー』で出会い、すぐに交際に発展した。愛を歌うデュエット曲『All I Have to Do Is Dream』(1981年)をリリースし、1981年9月12日、『ビルボード』誌で51位となった。ギブにとって最後の、プリンシパルにとって唯一のシングル曲となった。1982年3月、ギブの薬物中毒の悪化により破局した。1988年にギブが亡くなり、プリンシパルが『ピープル』誌に語ったところによると、ギブの薬物の使用が破局の引き金となった。プリンシパルは助けうる出来る限りのことをし、自分と薬物のどちらを選ぶのか迫った。
1983年、ビバリーヒルズの著名な整形外科医ハリー・グラスマンと出会った。1985年6月22日、『ダラス』シーズン8終了後、テキサス州ダラスで挙式した。2人はビバリーヒルズで生活した。2006年5月、プリンシパルは性格の不一致により離婚訴訟を起こした。2006年12月、20年近くの婚姻の後、離婚が成立した。
その後カリフォルニア州マリブに転居した。カリフォルニア州ビッグサーとスイスに土地を所有している。
2007年、リチャード・ブランソンの宇宙旅行ビジネスであるヴァージン・ギャラクティックでの搭乗のためのトレーニングに興味を示し、2009年、宇宙旅行のチケットを購入した。プリンシパルは、地球を見たい、高速で移動したい、まだあまり人々が足を踏み入れていない土地に行きたいという想いが宇宙旅行に行くことで満たされるであろうと語った。プリンシパルとブランソンは宇宙センターが建てられるニューメキシコ州にて世界的な共同記者会見を開催した。しかし2012年、プリンシパルはブランソンが率いるこのプログラムから手を引いた。
2012年以降、ロサンゼルス郊外の農地を開発し、動物保護活動を行なっている。

## 慈善事業

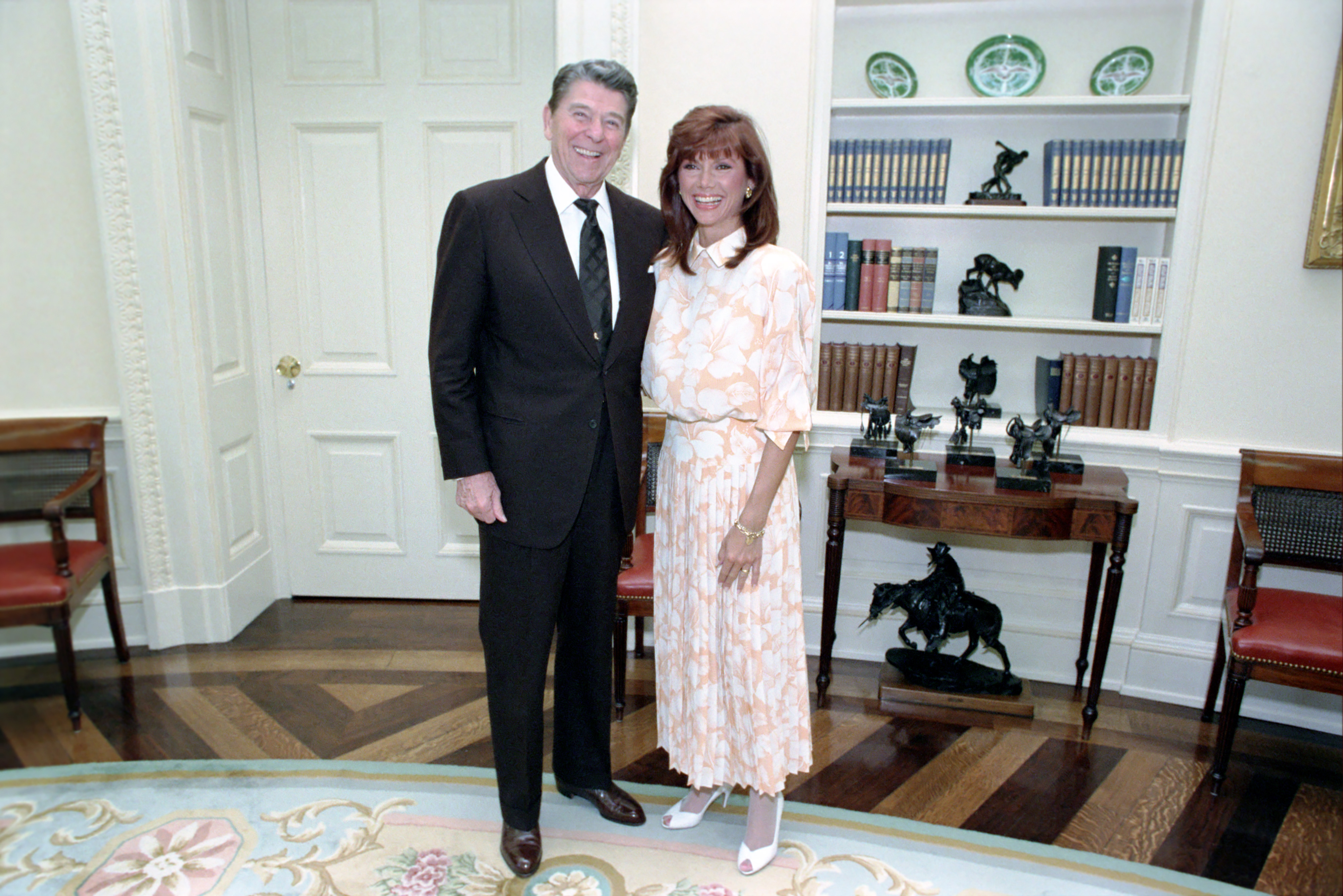
1986年、ロナルド・レーガン大統領

2012年、『ハフィントンポスト』に語ったところによると、地球および全ての生物に深く関心があり、健全な地球なくして教育、飢餓の救済、科学は成り立たないとし、地球には自浄作用があるとも考えている。
2006年、1978年より活動に参加している環境運動を支援するチャリティ組織ヴィクトリア・プリンシパル・ファンデーション・フォー・ソウトフル・エグジスタンスを創立した。この組織の理念は地球および生物を経済的に支援することである。プリンシパルは特に生態系、海洋系、有害物質の禁止、子供たちへの支援、動物の救済および回復に取り組んでいる。2008年、カリフォルニア州の山火事の際、被災者の救済に尽力した。2010年6月2日、メキシコ湾岸地域の清掃活動に20万ドルを寄付した。寄付金は共に清掃活動をする大規模な非営利環境団体であるオセアナおよび天然資源保護協議会(NRDC)の双方で使用された。
2010年6月21日、他のセレブリティと共にCNNのラリー・キングがスポンサーを務めるメキシコ湾原油流出事故のチャリティ番組に出演した。この2時間番組でプリンシパルはキングと共に視聴者からの電話に応対して寄付者と会話を続け、番組は180万ドルを集めた。
暴力撲滅のためのロサンゼルス郡家庭内暴力協議会地域諮問委員会の共同会長を務めていた。この委員会は芸能界、経済界、政界などの代表者が集まり、家庭内暴力に関わる問題の啓発、被害者の支援およびシェルターの増設を目的としている。
2011年12月13日、さらなる原油流出を危惧し、メキシコ湾や北極海の海洋掘削の拡大を阻止するため、非営利海洋保護団体であるオセアナおよび天然資源保護協議会に多額の寄付を行なった。2011年12月20日、ギビング・バック・ファンドによる年間セレブリティ寄付者30名にプリンシパルが含まれた。
2012年、カリフォルニア州沿岸の超音波を阻止し、数多くの海洋哺乳類や海洋生物の命を守るため、天然資源保護協議会のオンライン・キャンペーンに出資および参加した。2012年、ツリー・ピープルを通じロサンゼルス地域の緊急火災警報のモバイルシステムの構築に出資した。2013年、システムが完成して使用され、カリフォルニア州ではこのようなシステムは初となった。
2013年、カリフォルニア州沿岸に打ち上げられた幼いアシカの窮状を啓発する広告に出資し、ワイルドライフ・オーグにアシカの救済および回復のため出資した。
2013年、オクラホマ州ムーアで起きたEF5のムーア竜巻の後、最終的に飼い主との再会を目指し失踪したペットの捜索、救助、回復シェルターのためにアメリカン・ヒューメイン・アソシエーションのレッド・スター・レスキュー・チームに出資した。2013年8月、ツリー・ピープルと共同で山火事予報をテキストで受信できる新たなモバイル・システムに出資した。
2014年7月、蜂がいなければ野菜も果物も育たないとして、天然資源保護協議会による蜂の保護のためのセーブ・ザ・ビーズのキャンペーンに多額の寄付をした。2014年8月、日本からアメリカにマキシーという名の軍用犬を元のハンドラーのもとに送り返す費用を全額負担するためミッションK9に出資した。2014年10月、環境への影響を考慮し、マリブにおける2万平方フィート以上のいかなる新規開発も投票を必要とする法案の選挙を支援するため10万ドルを寄付した。2014年11月、投票により法案が通過した。
2015年5月、オクラホマ州およびテキサス州で起こった竜巻および洪水により怪我の治療および預かりが必要となった犬150匹の救助および回復のためアメリカン・ヒューメイン・アソシエーションのレッド・スター・レスキュー・チームに全額出資した。2016年、家族としての引き取りを前提とした動物の保護および治療の供給を支援するモキ・ファンドを創立した。2016年8月、アメリカ赤十字と協力してルイジアナ州の洪水の被災者にシェルターや食料を供給し、アメリカン・ヒューメイン・アソシエーションと協力して避難させていたペットの救助と保護および飼い主との再会を支援した。
2018年4月、沖合における油やガスによる危険性から沿岸を保護することを支援するためオセアナへの寄付を最大5万ドルまで倍増すると発表した。プリンシパルによると、オセアナは過去に新たな掘削から大西洋と北極海を保護したが、現在は保護活動が危機に瀕している。プリンシパルは、オセアナは海洋保護の方法を知っており、全米の人々に協力してもらいたいと語った。
2018年9月、ハリケーン・フローレンスの際、ノースカロライナ州およびサウスカロライナ州において動物の災害救助のためアメリカン・ヒューメイン・アソシエーションに救命ボートを寄付した。

## フィルモグラフィ

### 映画
| 年   | 題                                                    | 役                | 特記                                     |
| ---- | ----------------------------------------------------- | ----------------- | ---------------------------------------- |
| 1972 | ロイ・ビーン The Life and Times of Judge Roy Bean     | Maria Elena       | ゴールデングローブ賞新人女優賞ノミネート |
| 1973 | The Naked Ape                                         | Cathy             |                                          |
| 1974 | 大地震 Earthquake                                     | Rosa Amici        |                                          |
| 1976 | ダイアン・キートン 可愛い女 I Will, I Will... for Now | Jackie Martin     |                                          |
| 1976 | Vigilante Force                                       | Linda Christopher |                                          |
| 1998 | Michael Kael vs. the World News Company               | Leila Parker      |                                          |

### テレビ
| 年         | 題                                                   | 役                              | 特記 |
| ---------- | ---------------------------------------------------- | ------------------------------- | --- |
| 1973       | Love, American Style                                 | Valerie Stephens                | 2 episodes |
| 1973       | Love Story                                           | Karen                           | Episode: "When the Girls Came Out to Play" |
| 1974       | Banacek                                              | Brooke Collins                  | Episode: "Fly Me- If You Can Find Me" |
| 1975       | Last Hours Before Morning                            | Yolanda Marquez                 | TV movie |
| 1977       | Fantasy Island                                       | Michelle                        | Pilot episode |
| 1977       | The Night They Took Miss Beautiful                   | Reba Bar Lev                    | TV movie |
| 1978–1987  | ダラス Dallas                                        | Pamela Barnes Ewing             | Series regular, 251 episodes 1983年、ゴールデングローブ賞テレビドラマ主演女優賞ノミネート 1986年、ソープオペラ・ダイジェスト賞プライムタイム連続ドラマ主演女優賞ノミネート 1988年、ソープオペラ・ダイジェスト賞プライムタイム・カップル賞ノミネート |
| 1979       | Greatest Heroes of the Bible                         | エステル Queen Esther           | Episode: "The Story of Esther" |
| 1979       | ハワイ5-0 Hawaii Five-O                              | Dolores Kent Sandover           | Episode: "The Year of the Horse" |
| 1980       | Pleasure Palace                                      | Patti Flynn                     | TV movie |
| 1982       | Not Just Another Affair                              | Dr. Diana Dawson                | TV movie |
| 1982       | Fridays                                              | Herself                         | Live TV comedy variety show. ABC |
| 1987       | Mistress                                             | Rae Colton                      | TV movie |
| 1989       | Naked Lie                                            | Joanne Dawson                   | TV movie |
| 1989       | Blind Witness                                        | Maggie Kemlich                  | TV movie |
| 1990       | Sparks: The Price of Passion                         | Patricia Sparks                 | TV movie |
| 1991       | Don't Touch My Daughter                              | Linda                           | TV movie |
| 1992       | The Burden of Proof                                  | Margy Allison                   | TV movie |
| 1992       | Seduction: Three Tales from the 'Inner Sanctum'      | Patty/Sylvia/Joan/Lisa          | TV movie |
| 1993       | River of Rage: The Taking of Maggie Keene            | Maggie Keene                    | TV movie |
| 1994       | Beyond Obsession                                     | Eleanor DiCarlo                 | TV movie |
| 1994       | Home Improvement                                     | Les Thompson                    | Episode: "Swing Time" |
| 1995       | Dancing in the Dark                                  | Anna Forbes                     | TV movie |
| 1996       | The Abduction                                        | Kate Finley                     | TV movie |
| 1997       | Love in Another Town                                 | Maggie Sorrell                  | TV movie |
| 1999       | Tracey Takes On...                                   | Herself                         | Episode: "Tracey Takes On... Erotica" |
| 1999       | Just Shoot Me!                                       | Roberta                         | Episode: "Love Is in the Air" |
| 1999–2001  | Jack & Jill                                          | Mrs. Cecilia Barrett            | 3 episodes |
| 1999, 2000 | ファミリー・ガイ Family Guy                          | Pamela Ewing/Dr. Amanda Rebecca | Episodes: "Da Boom", "Road to Rhode Island" |
| 2000       | プロビデンス Providence                              | Donna Tupperman                 | 3 episodes |
| 2000       | ザ・プラクティス ボストン弁護士ファイル The Practice | Courtney Hansen                 | Episode: "Black Widows" |
| 2000–2001  | Titans                                               | Gwen Williams                   | Series regular, 13 episodes |
| 2004       | Dallas Reunion: The Return to Southfork              | Herself / Pamela Barnes Ewing   | TV special |

## 書籍
- The Body Principal. New York: Simon and Schuster. (1983). ISBN 0-671-46684-4
- The Beauty Principal. New York: Simon and Schuster, 1984; ISBN 0-671-49643-3.
- The Diet Principal. New York: Simon and Schuster, 1987; ISBN 0-671-53082-8.
- Living Principal: Looking and Feeling your Best at Every Age. New York: Villard, 2001; ISBN 0-375-50488-5.